# Pseudeuglenes
Pseudeuglenes är ett släkte av skalbaggar som beskrevs av Maurice Pic 1897. Pseudeuglenes ingår i familjen ögonbaggar.
Släktet innehåller bara arten Pseudeuglenes pentatomus.